# Sawodske (Tschortkiw)
Sawodske (ukrainisch Заводське; russisch Заводское/Sawodskoje) ist eine Siedlung städtischen Typs im Rajon Tschortkiw der Oblast Ternopil im Westen der Ukraine.
Der Ort liegt etwa 65 Kilometer südlich der Oblasthauptstadt Ternopil und 4 Kilometer südöstlich der Rajonshauptstadt Tschortkiw.
Sawodske (abgeleitet von Sawod/Завод = „Fabrik“) entstand als Arbeitersiedlung Lypnyky (Липники) um eine Zuckerfabrik, nach einem Erlass wurde sie am 2. Juli 1981 offiziell zu einem Dorf erklärt, bereits am 28. Juli 1981 wurde ihr dann der Status einer Siedlung städtischen Typs verliehen.
Bis 1991 gehörte der Ort zur Ukrainischen SSR innerhalb der Sowjetunion und ist seit 1991 ein Teil der heutigen Ukraine.

## Verwaltungsgliederung
Am 20. Juli 2015 wurde die Siedlung zum Zentrum der neugegründeten Siedlungsgemeinde Sawodske (Заводська селищна громада Sawodska selyschtschna hromada). Zu dieser zählten auch noch das Dorf Uhryn, bis dahin bildete sie die gleichnamige Siedlungsratsgemeinde Sawodske (Заводська селищна рада/Sawodska selyschtschna rada) im Zentrum des Rajons Tschortkiw.
Am 12. Juni 2020 kamen noch die 4 Dörfer Salissja, Schmankiwtschyky, Schmankiwzi und Schwajkiwzi zum Gemeindegebiet.
Folgende Orte sind neben dem Hauptort Sawodske Teil der Gemeinde:
| Name                     | Name         | Name                            | Name          | Name |
| ukrainisch transkribiert | ukrainisch   | russisch                        | polnisch      |      |
| ------------------------ | ------------ | ------------------------------- | ------------- | ---- |
| Salissja                 | Залісся      | Залесье (Salessje)              | Zalesie       |      |
| Schmankiwtschyky         | Шманьківчики | Шманьковчики (Schmankowtschiki) | Szmańkowczyki |      |
| Schmankiwzi              | Шманьківці   | Шманьковцы (Schmankowzy)        | Szmańkowce    |      |
| Schwajkiwzi              | Швайківці    | Швайковцы (Schwaikowzy)         | Szwajkowce    |      |
| Uhryn                    | Угринь       | Угринь (Ugrin)                  | Uhryń         |      |